# Боттрелл, Билл
Уильям А. «Билл» Боттрелл (родился 27 октября 1952 года) — американский мультиинструменталист, автор песен, музыкальный продюсер, наиболее известный своими наградами «Грэмми» за сотрудничество с Майклом Джексоном, Мадонной, Electric Light Orchestra и Шерил Кроу.

## Биография
В период с 1967 по 1970 год Боттрелл учился в Crescenta Valley High School в Ла-Крессента-Монроуз, штат Калифорния, младший курс (1968—1969 годы) — во Франкфуртской международной школе в Оберурзеле, Западная Германия. С 1970 по 1972 год он проходил обучение в Калифорнийском университете в Санта-Барбаре на бакалавра по музыке.
В 1974 году он женился на Элизабет Джордан, с которой познакомился в старшей школе. В том же году Боттрелл получил свою первую работу в музыкальной индустрии в качестве инженера в Калифорнийской студии звукозаписи в Голливуде. В 1978 году он переехал в Soundcastle Studios в Сильверлейк, Лос-Анджелес, где встретился с Джеффом Линном, который в конце концов нанял его на пост инженера в ELO. В 1980-е годы Бил работал внештатным инженером от Европы до Лос-Анджелеса у таких клиентов, как: The Jackson 5, ELO, Майкл Джексон, Мадонна, Джордж Харрисон, Starship и Том Петти. Между 1984 и 1986 годами он работал на Майкла Джексона в его доме в Энсино, записывая треки для его альбома «Bad». В 1988 году Боттрелл был сопродюсером альбома «Aliens Ate My Buick» Томаса Долби. В 1989 году Майкл Джексон попросил его совместно продюсировать, записывать и писать песни для своего альбома Dangerous, совместно сочинив главный хит альбома — «Black or White». Осенью 1991 года песня провела 7 недель на первом месте в чарте Billboard Hot 100 в США.
В 1990-м году Боттрелл построил свою собственную студию звукозаписи и основал музыкальный «мозговой центр» под названием «Tuesday Night Music Club». Одним из полученных результатов стала Шерил Кроу, чей дебютный альбом 1993 года (продюсером и соавтором которого был Боттрелл) был озаглавлен «Tuesday Night Music Club». Премия «Грэмми» за лучшую запись года за сингл «All I Wanna Do» с этого альбома стала в 1995 году достойной наградой для Боттрелла и Кроу. Альбом также выиграл ещё три Грэмми и был продан тиражом 10 миллионов копий по всему миру.
Боттрелл был номинирован на ещё одну премию «Грэмми» за его работу по выпуску альбома «I Am Shelby Lynne» певицы Шелби Линн в 1999 году. Во время создания этого альбома он закрыл свою студию звукозаписи и перевёз семью в Северную Калифорнию.
Он также работал со многими другими артистами, включая Five for Fighting, Alisha’s Attic, Rusted Root, Toy Matinee, Тома Петти, Дэвида Бервальда, Розанну Кэш, Лайзу Джермано, Кевина Гилберта, Джасуна Марца и Бена Джелена.
В 1999 году Боттрелл создал группу под названием The Stokemen. Эта группа стала известной в Северной Калифорнии своими шоу в стиле кабаре.

## Семья
- Жена — Элизабет Джордан (с 1974 по 2000).
  - Дочь — Адриана (1979 г.р.).
  - Дочь — Лаура (1983 г.р.).
  - Сын — Уильям (1990-07.08.1998), погиб после падения со скалы[1].

## Дискография
- 1981: Hold On Tight — Electric Light Orchestra
- 1983: Northbound — Northbound
- 1983: Secret Messages — Electric Light Orchestra
- 1984: Victory — The Jackson 5 (Премия «Грэмми»)
- 1986: Balance of Power — Electric Light Orchestra
- 1987: Bad — Майкл Джексон (Номинация «Грэмми»)
- 1987: Aliens Ate My Buick — Thomas Dolby (Номинация «Грэмми»)
- 1988: Traveling Wilburys Vol. 1 — Traveling Wilburys
- 1988: Streetwalker — Майкл Джексон (выпущено в 2001 году)
- 1989: Like a Prayer — Мадонна (Номинация «Грэмми»)
- 1989: Full Moon Fever — Том Петти
- 1989: Monkey Business — Майкл Джексон (выпущено в 2004 году)
- 1990: I’m Breathless: Music from and Inspired by the Film Dick Tracy — Мадонна
- 1990: Toy Matinee — Toy Matinee
- 1990: Truth or Dare — Мадонна (Номинация «Грэмми»)
- 1991: Dangerous — Майкл Джексон (Премия «Грэмми»)
- 1991: Black Or White — Майкл Джексон
- 1991: Give in to Me — Майкл Джексон
- 1991: Who Is It — Майкл Джексон
- 1991: No Soul No Strain — Wire Train
- 1992: Triage — David Baerwald
- 1993: Tuesday Night Music Club — Шерил Кроу (Премия «Грэмми»)
- 1994: When I Woke — Rusted Root
- 1995: Earth Song — Майкл Джексон
- 1995: In Flight — Линда Перри
- 1997: Restless Heart — Tex Beaumont
- 1999: I Am Shelby Lynne — Shelby Lynne (Номинация «Грэмми»)
- 2000: Surrender — Tom Petty and the Heartbreakers
- 2000: The House We Built — Alisha’s Attic
- 2001: Songs from the West Coast — Элтон Джон
- 2000: Welcome to my Party — Rusted Root
- 2002: Class of Dude — The Stokemen
- 2002: Rise — Kim Richey
- 2003: Free — Luan Parle
- 2004: Liam Titcomb — Liam Titcomb
- 2004: Benji Hughes — Benji Hughes (не выпущено)[2]
- 2004: The Battle for Everything — Five for Fighting
- 2005: Annie Stela — Annie Stela
- 2005: Sierra Swan — Sierra Swan
- 2005: Black Cadillac — Rosanne Cash
- 2006: Save Me From Myself — Кристина Агилера
- 2006: Bird on a Wire — Toby Lightman
- 2006: On The Jungle Floor — Van Hunt
- 2007: Ex-Sensitive — Ben Jelen
- 2008: Detours — Шерил Кроу (Номинация «Грэмми»)

## Ресурсы
- billbottrell.com — официальный сайт Билла Боттрелла
- Bill Bottrell (англ.) на сайте Internet Movie Database